# Edmund Hansen
Edmund Hansen (n. 9 septembrie 1900, Odense, Danemarca – d. 26 mai 1995, Copenhaga, Danemarca) a fost un ciclist danez, medaliat olimpic. A participat la o ediție a Jocurilor Olimpice (1924) în care a câștigat o medalie de argint.

## Participări
Lista de mai jos prezintă principalele competiții la care a participat Edmund Hansen de-a lungul carierei.
- cyclisme aux Jeux olympiques d'été de 1924 – tandem hommes[*]